# Jakob Kukk

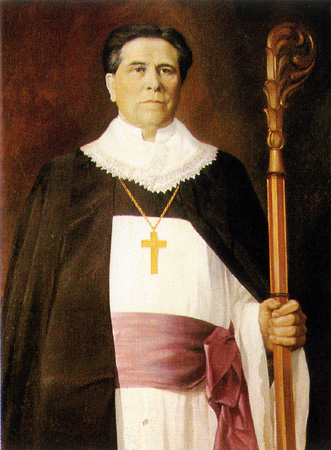
Biskop Jakob Kukk

Jakob Kukk, född 9 september 1870 i Ilmatsalu i dåvarande Guvernementet Livland, död 25 juli 1933 i Tallinn, var en estländsk luthersk biskop och den första ledaren för Estniska evangelisk-lutherska kyrkan efter dess grundande.

## Biografi
Kukk var det femte av lantbrukarparet Jaak och Anu Kukks åtta barn och gick i skola i Tartu, där han var elev på Hugo Treffner-gymnasiet. Han avlade därefter gymnasieexamen vid Nikolai I:s gymnasium i Tallinn. Han studerade teologi vid Tartu universitet 1891-1896, där han tillhörde Esternas studentförening (Eesti Üliõpilaste Selts). Kukk prästvigdes i Rigas domkyrka 1899 och tjänstgjorde först i Rõuge 1897–1898 och i Võru 1899–1900, samt därefter som präst i Rõuge församling. Från 1903 till 1904 var han präst i den estniska S:t Johannesförsamlingen i Sankt Petersburg och 1904–1905 i Mariaförsamlingen i Tartu. Han blev därefter kyrkoherde först i Tesjkovo i Ingermanland, därefter (1906-1921) i Mikaelsförsamlingen i Keila i Estland och verkade också under estniska frihetskriget 1919 som fältpredikant vid Narvafronten. 
Kukk utsågs 1919 av den andra estniska kyrkokongressen till tillförordnad evangelisk-luthersk biskop i Estland, och besegrade i valet då den balttyske tidigare generalsuperintendenten Wilhelm Kentmann. Han fick i uppdrag att organisera en evangelisk-luthersk, av staten oberoende folkkyrka, och valdes formellt 1920 av estländska kyrkodagen till biskop och andlig ledare för Estniska evangelisk-lutherska kyrkan. Han vigdes till biskop i Karlskyrkan i Tallinn av den svenske evangelisk-lutherske ärkebiskopen Nathan Söderblom 5 juni 1921. Närvarande var även den finländske biskopen av Borgå stift, Jaakko Gummerus. Kukk var också preses i det lutherska konsistoriet från 1919 till 1933.
Under Kukks ledning organiserades Estniska evangelisk-lutherska kyrkan som en självständig folkkyrka, oberoende av republikens institutioner. Han tillhörde politiskt det kristna folkpartiet (Kristlik Rahvaerakond).
Kukk avled i juli 1933 i Tallinn efter en längre tids sjukdom, och begravdes på Innerstadens kyrkogård (Siselinna kalmistu).

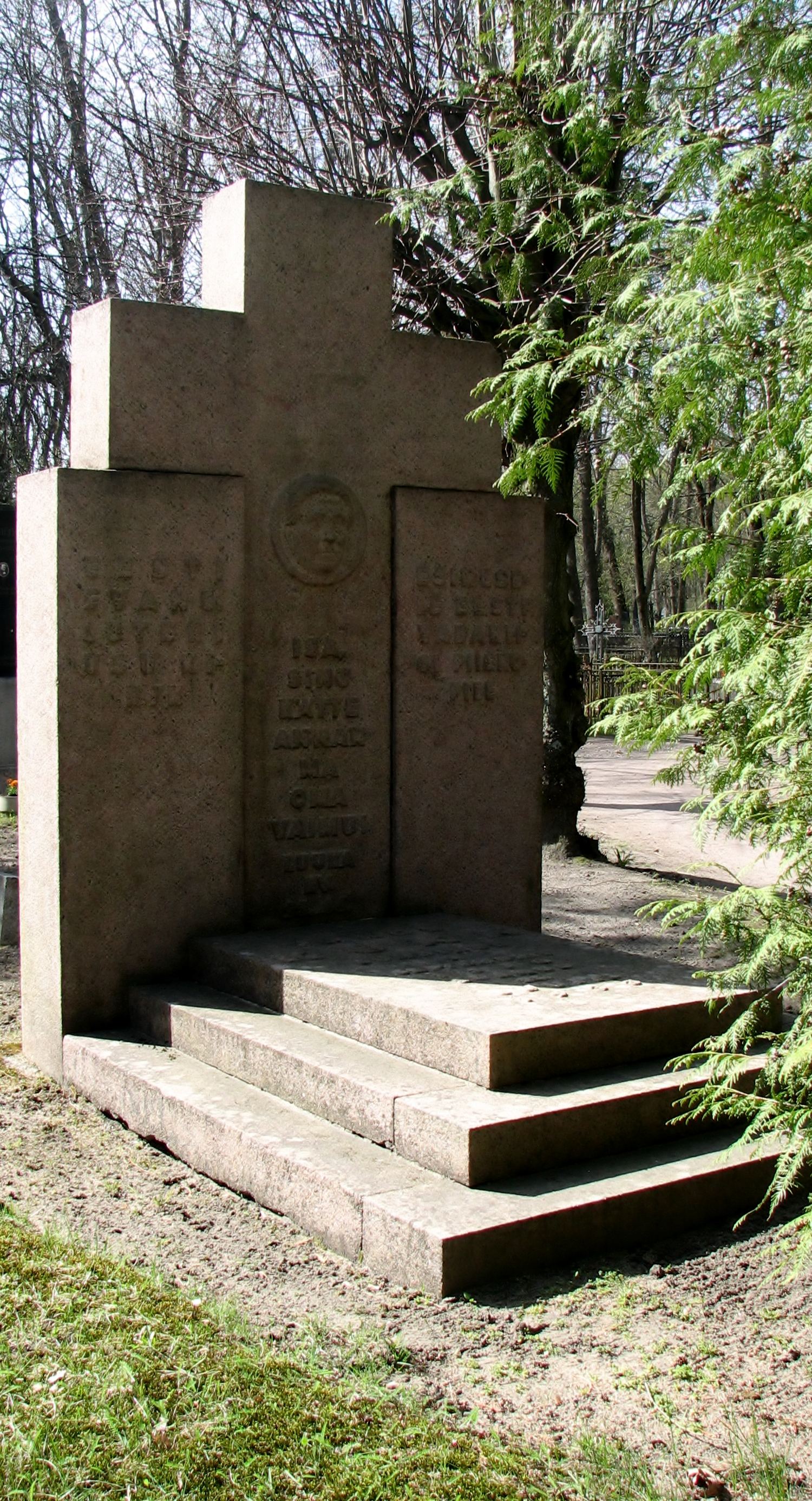
Kukks grav på Innerstadens kyrkogård i Tallinn.

## Familj och privatliv
Kukk gifte sig i maj 1924 med konstnären Melanie Kuljus (1903–2000). Paret fick tre söner: Jaak född 1925, Nathan född 1926 och Adam (1929–1989). Hon gifte om sig 1940 som änka med Kukks efterträdare, biskop Hugo Bernhard Rahamägi (1886–1941).